# The Blue Bird
The Blue Bird (br: O Pássaro Azul) é um filme estadunidense de 1940 dirigido por Walter Lang e estrelado por Shirley Temple, Gale Sondergaard, Eddie Collins e Helen Ericson. O roteiro de Walter Bullock foi adaptado da peça de mesmo nome de 1908 de Maurice Maeterlinck. Lançado pela 20th Century Fox como uma resposta do estúdio ao sucesso The Wizard of Oz (1939), o filme fracassou nas bilheterias e foi o primeiro insucesso na carreira de Temple.   Foi mais tarde indicado a dois Oscars.

## Sinopse
Mytyl (Shirley Temple) é uma menina mal humorada e que não dá valor à família que tem e aos amigos. Ela captura um pássaro e o prende em uma gaiola. Até que ela e seu irmão Tytyl (Johnny Russell) recebem com pesar a notícia de que o pai irá para a guerra e ficam tristes. Até então seu mundo é preto e branco. Até que ela recebe a visita da fada Berylune
(Jessie Ralph), que diz que eles precisam encontrar o pássaro azul da felicidade, que pode estar no passado, presente ou no futuro, e com a ajuda de Luz  (Helen Ericson), juntamente com a gata Tylette e o cachorro Tylo, agora transformados em gente, eles partem em busca do pássaro lendário. No passado eles reencontram os avós já falecidos, no presente eles são adotados por uma família rica, e no futuro eles veem a irmã que ainda terão.

## Elenco
- Shirley Temple  ... Mytyl
- Spring Byington ... Mamãe Tyl
- Nigel Bruce ... Sr. Luxury
- Gale Sondergaard ... Tylette (a gata)
- Eddie Collins ... Tylo (o cão)
- Sybil Jason ... Angela Berlingot
- Jessie Ralph ... Fada Berylune
- Helen Ericson ... Luz
- Johnny Russell ... Tytyl
- Laura Hope Crews ... Sra. Luxury
- Russell Hicks ... Papai Tyl
- Cecilia Loftus ... Vovó Tyl
- Al Shean ... Vovô Tyl
- Leona Roberts ... Sra. Berlingot
- Gene Reynolds ... Menino estudioso

## Prêmios e indicações
O filme foi indicado a dois prêmios da Academia na 13ª cerimônia do Oscar: 
- Oscar de melhor fotografia - (Arthur Miller, Ray Rennahan)
- Oscar de melhores efeitos visuais - (Fred Sersen , Edmund H. Hansen)